# 西特拉 (佛羅里達州)
西特拉（英語：Citra）是位於美國佛羅里達州馬里昂縣的一個非建制地區。該地的面積和人口皆未知。

## 地理
西特拉的座標為29°24′42″N 82°06′36″W / 29.41167°N 82.11000°W，而該地的平均海拔高度為24米（即79英尺）。